# Жане (коммуна)
Жане́ (фр. Jasney) — коммуна во Франции, находится в регионе Франш-Конте. Департамент — Верхняя Сона. Входит в состав кантона Вовиллер. Округ коммуны — Люр.
Код INSEE коммуны — 70290.

## География
Коммуна расположена приблизительно в 310 км к востоку от Парижа, в 75 км севернее Безансона, в 28 км к северу от Везуля.

## Население
Население коммуны на 2010 год составляло 246 человек.
| 1962 | 1968 | 1975 | 1982 | 1990 | 1999 | 2010 |
| ---- | ---- | ---- | ---- | ---- | ---- | ---- |
| 218  | 207  | 215  | 219  | 222  | 195  | 246  |

## Администрация
| Период | Период | Фамилия           | Партия | Примечания |
| ------ | ------ | ----------------- | ------ | ---------- |
| 2001   | 2008   | Лоран Гарре       |        |            |
| 2008   | 2012   | Мишель Кёржоли    |        |            |
| 2012   | 2014   | Жан-Даниель Жером |        |            |

## Экономика
В 2010 году среди 146 человек трудоспособного возраста (15—64 лет) 112 были экономически активными, 34 — неактивными (показатель активности — 76,7 %, в 1999 году было 70,9 %). Из 112 активных жителей работали 107 человек (60 мужчин и 47 женщин), безработных было 5 (2 мужчины и 3 женщины). Среди 34 неактивных 8 человек были учениками или студентами, 17 — пенсионерами, 9 были неактивными по другим причинам.